# Valdealgorfa
Valdealgorfa è un comune spagnolo di 734 abitanti situato nella comunità autonoma dell'Aragona.